# Coelomocyt

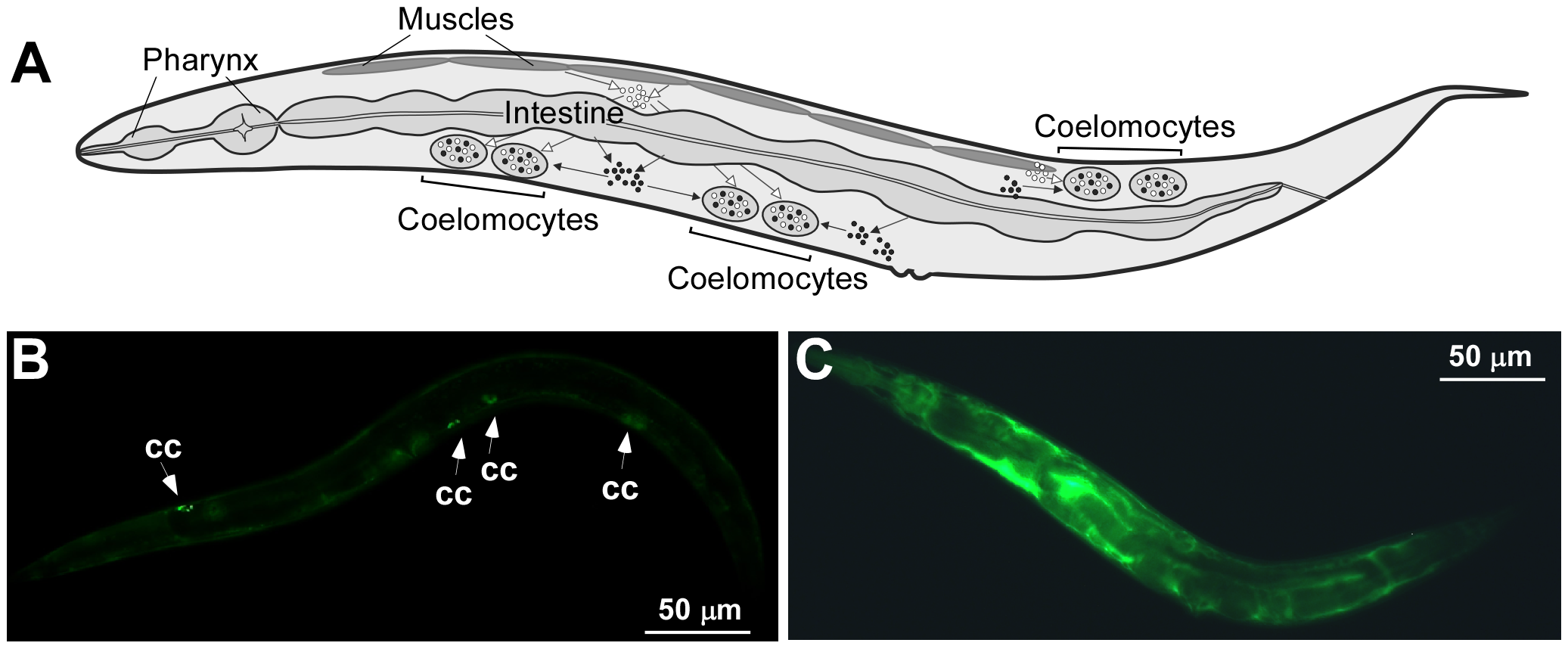
Coelomocytendeficiëntie bij Caenorhabditis elegans

Een coelomocyt is een fagocytische leukocyt die voorkomt in de lichamen van dieren die een coeloom hebben. Bij de meeste dieren valt het binnendringende organismen zoals bacteriën en virussen aan en verteert het deze door inkapseling en fagocytose, hoewel het bij sommige dieren (bijvoorbeeld de rondworm Caenorhabditis elegans) niet in staat lijkt te zijn tot fagocytose. Een coelomocyt kan vastzitten aan de lichaamswand of vrij zweven in het coeloom.
Het woord coelomocyt komt van het Oudgriekse koílōma, "holte" of "hol", en kýtos, "cel".
Coelomocyten van Caenorhabditis elegans zijn betrokken bij de ontgifting van zware metalen.

## Functie bij ongewervelden
De functie van coelomocyten in verschillende groepen ongewervelden is onderzocht. Het immuunsysteem van Strongylocentrotus purpuratus is het meest bestudeerde onder ongewervelden, waar talrijke coelomocyten ronddwalen in de coeloom [38]. Ongeveer twee derde hiervan is fagocytisch en de rest zijn cellen die zich trillend voortbewegen en kleurloze of rode bolvormige cellen. Ze hebben de neiging zich op te hopen op plekken van letsel en celstolsels te vormen om bacteriën en andere vreemde stoffen uit de coeloom te verwijderen, en nemen deel
aan de afstoting van allotransplantaten.
|  |  |  |  |